# Valle Spluga
Valle Spluga (též Val San Giacomo) je alpské údolí v severní Itálii, v provincii Sondrio (Lombardie). Táhne se v délce 30 km od sedla Passo dello Spluga na italsko-švýcarských hranicích, směrem na jih až k městu Chiavenna. Odděluje od sebe horskou skupinu Platta a Ticinské Alpy. Údolím protéká řeka Liro, která u Chiavenny ústí do řeky Mera. Ve Valle Spluga se nacházejí tři obce: San Giacomo Filippo, Campodolcino a Madesimo.
Již od římských dob údolím prochází Via Spugla spojující dnešní švýcarský Graubünden s italskou Lombardií.